# Воеводства Польши

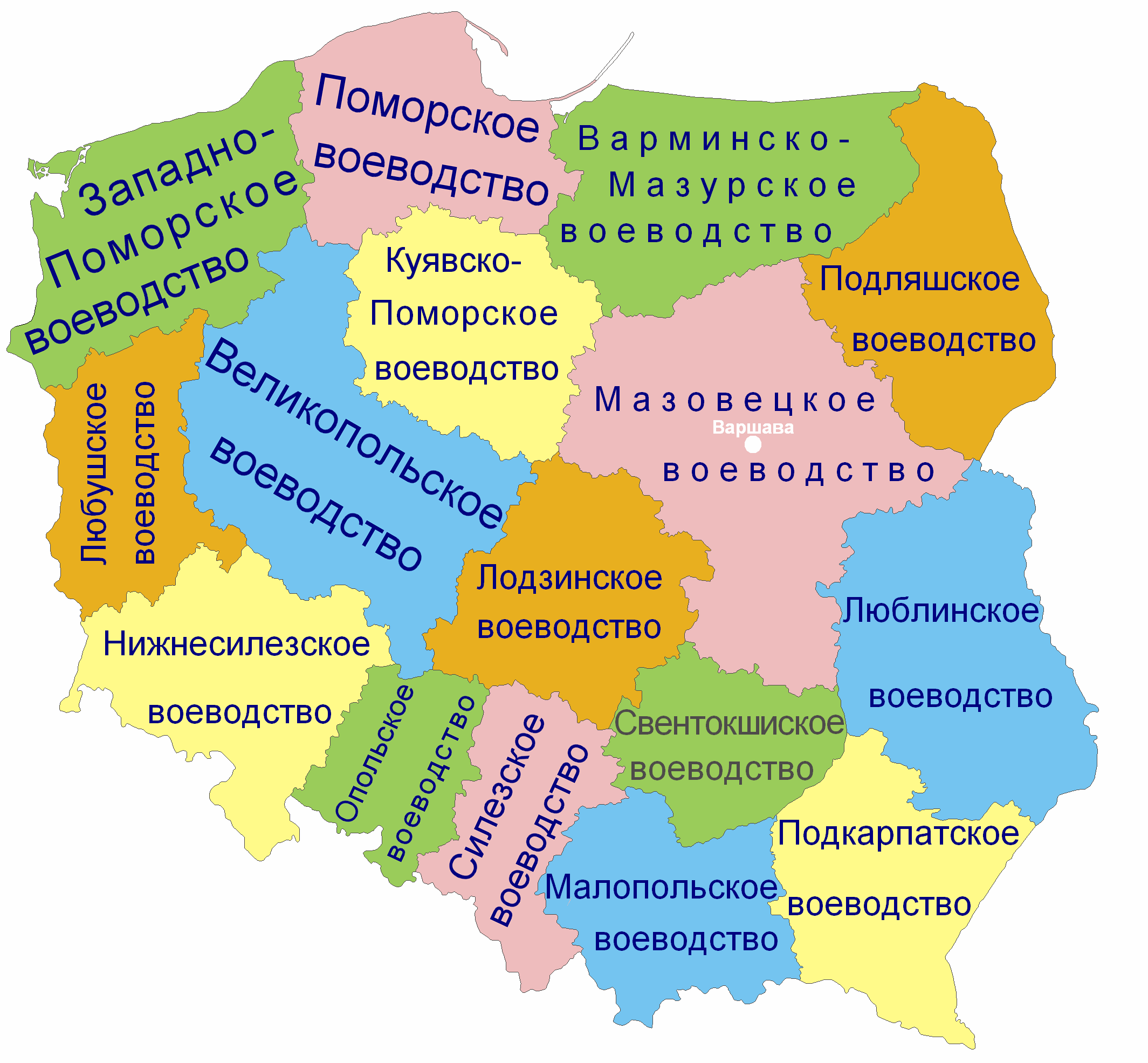
Карта воеводств

Воево́дство (пол. województwo) — крупнейшая административная единица Польши.

## Управление
Руководителем объединённой администрации и представителем Совета Министров в воеводстве является воевода. Исполнительную власть возглавляет маршал воеводства (пол. marszałek województwa). Органом законодательной власти является воеводский сеймик.
Воеводское самоуправление определяет политику региона, то есть занимается вопросами, которые не могут быть решены на уровне повята. Это, прежде всего: равномерное развитие экономики (хозяйства), использование нововведений региональных рынков, рациональная образовательная политика до уровня университета, создание привлекательных условий для инвесторов (особенно со вступлением в Европейский союз).
Главным показателем деятельности воеводства является эффективность управления, наилучшее использование регионального потенциала.
Новые воеводства должны быть как можно больше (минимум — несколько миллионов жителей), обладать большим экономическим и организационным потенциалом, а также научным потенциалом, особенно в вопросах инноваций (высшие школы и научно-прикладные институты), обладать культурным и творческим потенциалом.

## Число воеводств
Число воеводств в Польше периодически изменялось.
- 1582—1634 — 34
- 1634—1660 — 35
- 1660—1768 — 33

В период с 1582 по 1768 помимо воеводств в составе Польши существовало также одно княжество и одно автономное епископство. В период с 1582 по 1717 в составе была также одна земля. Во времена, когда Польша была в унии с Российской империей, поначалу (1815—1837) основной административной единицей являлось всё то же воеводство, однако через 7 лет после восстания 1830 года страна была поделена на губернии. Так продолжалось до 1922 года. Вновь независимая Польша оправилась от потрясений Гражданской войны в России, включая её Польский фронт, и территория государства была заново поделена на воеводства, но уже на 16 частей. За короткий период 1944—1946, Польша включала в себя 11 (на 1945) и 10 (на 1946) воеводств. Впоследствии количество воеводств в стране стало только увеличиваться.
- 1946—1950 — 14
- 1950—1975 — 17
- 1975—1998 — 49

1 января 1999 года вступила в силу административная реформа, согласно которой Польша разделена на 16 воеводств.

## Список воеводств Польши
| TERYT   | Воеводство           | Столица                             | Площадь (км²) 31.12.2018 | Население 31.12.2018 | Индекс автомобильных номеров |
| ------- | -------------------- | ----------------------------------- | ------------------------ | -------------------- | ---------------------------- |
| 02 (DS) | Нижнесилезское       | Вроцлав                             | 19 947                   | 2 898 525            | D                            |
| 04 (KP) | Куявско-Поморское    | Быдгощ1) Торунь2)                   | 17 972                   | 2 069 273            | C                            |
| 06 (LU) | Люблинское           | Люблин                              | 25 122                   | 2 103 342            | L                            |
| 08 (LB) | Любушское            | Гожув-Велькопольски1) Зелёна-Гура2) | 13 988                   | 1 010 177            | F                            |
| 10 (LD) | Лодзинское           | Лодзь                               | 18 219                   | 2 448 713            | E                            |
| 12 (MA) | Малопольское         | Краков                              | 15 183                   | 3 413 931            | K                            |
| 14 (MZ) | Мазовецкое           | Варшава                             | 35 558                   | 5 428 031            | W                            |
| 16 (OP) | Опольское            | Ополе                               | 9412                     | 980 771              | O                            |
| 18 (PK) | Подкарпатское        | Жешув                               | 17 846                   | 2 125 901            | R                            |
| 20 (PD) | Подляское            | Белосток                            | 20 187                   | 1 176 576            | B                            |
| 22 (PM) | Поморское            | Гданьск                             | 18 321                   | 2 346 717            | G                            |
| 24 (SL) | Силезское            | Катовице                            | 12 333                   | 4 508 078            | S                            |
| 26 (SK) | Свентокшиское        | Кельце                              | 11 711                   | 1 230 044            | T                            |
| 28 (WN) | Варминьско-Мазурское | Ольштын                             | 24 173                   | 1 420 514            | N                            |
| 30 (WP) | Великопольское       | Познань                             | 29 826                   | 3 500 361            | P                            |
| 32 (ZP) | Западно-Поморское    | Щецин                               | 22 897                   | 1 693 219            | Z                            |

1) резиденция воеводы, 2) резиденция воеводского сеймика и канцелярия маршала